# 刚毛香茶菜
刚毛香茶菜（学名：Isodon hispidus）为唇形科香茶菜属下的一个种。也称烂脚丫巴草。